# Цуга (есмінець)
Цуга (Tsuga, яп. 栂) — ескадрений міноносець Імперського флоту Японії, який брав участь у Другій світовій війні.
Корабель спорудили у 1922 році на корабельні компанії Ishikawajima в Токіо. Він належав до есмінців типу «Момі», з яких на момент вступу Японії у Другу світову війну лише 3 із 21 зберігали первісний статус, тоді як інші були списані або перекласифіковані.
Втім, спершу Цуга взяв участь у Другій японо-китайській війні, яка почалась влітку 1937-го. У червні 1938-го під час битви за Ухань есмінець разом з іншими численними кораблями діяв на Янцзи та прикривав висадку десанту в Аньціні.
Станом на грудень 1941-го Цуга належав до Особливої військово-морської бази Шанхай (Shanghai Special Base Force), при цьому спершу його залучили до операції проти британської колонії Гонконг. 25 грудня останній капітулював, а 9—13 січня 1942-го Цуга пройшов назад до Шанхаю. Після цього понад два роки Цуга займався ескортною службою в районі китайського узбережжя, включаючи рейси до портів Формози (Такао та Кірун — наразі Гаосюн та Цзілун) і Мако (важлива база ВМФ на Пескадорських островах у південній частині Тайванської протоки). Зокрема, 25—28 грудня 1942-го Цугі супроводив з Шанхаю до Мако ешелон C конвою № 35, який мав доправити на Гуадалканал 6-ту піхотну дивізію. 19 лютого 1944-го есмінець супроводжував локальний конвой між Кіруном і Такао, при цьому один з двох транспортів був потоплений унаслідок атаки авіації.
З кінця травня та до початку серпня 1944-го Цуга вперше діяв за межами китайської зони. Спершу 17—23 травня він супроводив конвой TAMA-18 з Такао до Маніли, а з 28 травня по 8 червня ескортував звідси конвой H-27, який пройшов до острова Хальмахера (біля північно-східного завершення Нової Гвінеї). 11 червня Цуга повів з Хальмахера конвой M-22, проте вже 12 числа відокремився та попрямував до Давао на півдні філіппінського острова Мінданао. Саме 12 червня американці розпочали операцію по узяттю під контроль Маріанських островів (які вважались японцями складовою основного оборонного периметра Імперії) і  японське командування розпочало вживати заходів з протидії. 14 червня Цуга разом зі ще 3 есмінцями вийшли з Давао до Філіппінського моря для охорони одного з двох танкерних загонів, сформованих в межах запланованої операції. 16—17 червня танкери провели дозаправлення головних сил флоту, після чого останні рушили уперед, а 19—20 червня зазнали важкої поразки в битві у Філіппінському морі. При цьому 20 числа ворожі літаки атакували танкерні загони та, попри присутність есмінців охорони, фатально пошкодили два танкери. За кілька діб Цуга опинився біля острова Гуймарас (обернена до моря Сулу центральна частина Філіппінського архіпелагу), а 26—30 червня супроводив звідси до Таві-Таві (на однойменному острові у філіппінському архіпелазі Сулу) кілька танкерів. 1—2 липня 1944-го Цуга провів танкер з Таві-Таві до острова Таракан (центр нафтовидобувної промисловості на північно-східному завершенні Борнео), а 3 липня виходив звідси для забезпечення додаткової охорони лінкора «Фусо», що прямував на дозаправлення до Таракану. Надалі есмінець ескортував танкерний конвой з Балікпапану (ще один центр нафтової промисловості на сході Борнео, розташований південніше від Таракану) до Маніли, а 25 липня — 4 серпня з конвоєм MAMO-01 пройшов аж до Сасебо (обернене до Східнокитайского моря узбережжя Кюсю).
Невдовзі Цуга повернувся до Шанхаю, а 16—19 серпня 1944-го разом зі ще одним есмінцем успішно ескортував звідси до порту Наха (острів Окінава) конвой № 609, який перевіз 9 тисяч військовослужбовців. Зовсім інакше завершилось проведення конвою, який 22 жовтня вийшов з Фучжоу на Формозу. Попри наявність Цуга та ще одного есмінця, 23 жовтня американський підводний човен потопив усі 4 транспорти загону.
30 жовтня — 5 листопада 1944-го Цуга супроводив конвой TAMO-27 з Формози до японського порту Моджі.
15 січня 1945-го Цуга перебував в районі Мако, де був атакований і потоплений літаками американського авіаносного з'єднання.